# Каус (бог)
Каус (эдомит. 𐤒 𐤅 𐤎 Qāws) или Кос (ивр. קוס‎ или קוש‎ QōŠ, также QōS, Qaus, Koze) — бог эдомитян. Он был идумейским соперником Яхве и структурно параллелен ему.
Таким образом, «Бенкос» (сын Коса) соответствует еврейскому «Бенияху» (сын Яхве). Это имя встречается только один раз в Ветхом Завете. Имя часто появляется в сочетании с именами на документах, найденных при раскопках в Элефантине, где смешанное семитское население жило под защитой властвовавших тогда в Египте персов.

## Этимология имени
Имя «Кос» никогда не упоминается само по себе в Танахе по отношению к Эдомитскому божеству, однако оно недвусмысленно появляется дважды как элемент в имени Баркос (сын Коса) в книге Ездры (Ездр. 2:53) и Неемии (Неем. 7:55). Кос может появиться подобным образом в личном имени в 1-й хронике (1Пар. 15:17), переданном как Кушайя, где это означало бы «Кос есть Яхве», однако элемент, предполагаемый для обозначения «Кос», произносится по-другому, и поэтому имя было интерпретировано как «лук Яхве» вместо этого. Само слово «Qōs» может означать «лук».
В отличие от главного бога аммонитян (Милком) и моавитян (Хемош), Танах воздерживается от прямого упоминания едомитского Коса и Яхве, происходящих из Сеира в области Едома. Это упущение, по мнению некоторых учёных, можно объяснить близким сходством Яхве с Кос, что затрудняет отказ от последнего[уточнить]. И Кос, и Яхве, вероятно, являются словами арабского происхождения, а Эрнст Кнауф и другие утверждают, что YHWH — это северное арабское слово, происходящее от семитского корня hwy, что означает «[он] дует». Кнауф приходит к выводу, что эти два типа типологически сходны, будучи разными формы сирийско-арабского бога погоды, среди атрибутов которого лук является таким же элементом, как и буря.

## Сопоставление с еврейским божеством Яхве
Недавно было выдвинуто мнение, что Яхве изначально был эдомитским/кенитским Богом металлургии. в соответствии с этим подходом Кос, возможно, был титулом для Яхве, а не именем. Ещё один момент, связывающий Яхве с Косом, помимо их общего происхождения на этой территории, заключается в том, что эдомитский культ последнего имел общие черты с первым.
Кроме того, обращение к Яхве не является редкостью там, где отсутствуют упоминания о Косе. Остракон из Кунтиллет-Аджруд (конец IX — начало VIII века до н. э.) содержит, среди прочего, благословение «Яхве из Темана», что некоторые считают подразумевающим, что, по крайней мере с точки зрения израильтян, Кос и Яхве считались идентичными, хотя это ни в коем случае не обязательно доказывает это. Кроме того, есть некоторые несоответствия, которые затрудняют прямую связь между этими двумя понятиями. Например, Одед Балабан в 1971 году утверждал, что некоторые имена, найденные в топографических списках времён Рамессидов, являются теофорными и содержат ссылки на Коса, что, если это правда, поставит самое раннее свидетельство божества более чем на 600 лет раньше Яхве.
Кос отождествлялся с Кузахом, «лучником» в Северо-арабском пантеоне, которому поклонялись как Богу гор, так и Богу погоды. Сходство этого имени позволило бы уподобить Коса к этому арабскому богу радуги.

## Культ божества
Поклонение Косу, по-видимому, первоначально находилось в районе Хисма на юге Иордании и в северной Аравии, где гора Джабаль аль-Каус до сих пор носит это название. он вошёл в эдомитский пантеон ещё в VIII веке до н. э. Роза[кто?] предполагает, что до появления Коса Эдом поклонялся Яхве — связь, восходящая к ранним египетским упоминаниям о YWH в стране Шасу, а образ первого затем наложился на образ второго и занял роль верховного божества в период, когда идумеи потеряли свою автономию под персидским владычеством, возможно, компенсируя разрушение национальной независимости — механизм, подобный тому, что укрепил поклонение Яхве после падения еврейского царства. Кос описывается как «царь», ассоциируется со светом и определяется как «могущественный».
Костобар I, чье имя означало «Кос могуч», был коренным идумеянином, происходившим из жреческой семьи, связанной с этим культом. После того как Ирод поставил его во главе Идумеи (στρατηγγ), Костобар, поддерживаемый Клеопатрой, в конце концов попытался отторгнуть регион из состава Иродова царства. Чтобы заручиться поддержкой местных жителей в своём отступничестве, он возродил старый культ Коса, возможно, чтобы усилить поддержку отделения Идумеи среди сельского населения, все ещё привязанного к своим традиционным богам. Это имя повторяется на Набатейском языке в надписи в Хирбет-Эт-Таннуре, где он изображён в окружении быков, сидящим на троне и держащим в левой руке многозубую молнию, наводящую на мысль о функции Бога погоды. Он также находится на алтаре в Идумейской Мамре.

Имя этого божества использовалось в качестве теофорического элемента во многих Идумейских именах, включая имена Эдомитских царей Кос-малаку, данника Тиглат-Пилесера III и Кос-Габара, данника Асархаддона.